# 弗罗姆莱讷
弗罗姆莱讷（法語：Fromelennes，法語發音：[fʁɔmlɛn]）是法国大東部大區阿登省的一个市镇，属于沙勒维尔-梅济耶尔区。

## 地理
弗罗姆莱讷（50°7'24"N, 4°51'33"E）面积7.17 平方千米，位于法国大東部大區阿登省，该省份为法国北部内陆省份，西接埃纳省，南至马恩省，东临默兹省，北与比利时接壤。
与弗罗姆莱讷接壤的市镇（或旧市镇、城区）包括：沙尔努瓦、日韦、朗塞讷。

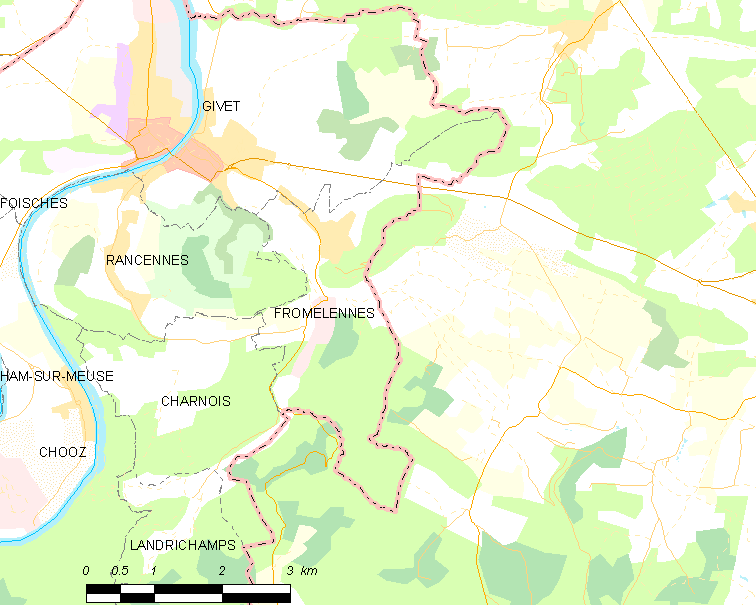
弗罗姆莱讷的OSM定位图

弗罗姆莱讷的时区为UTC+01:00、UTC+02:00（夏令时）。

## 行政
弗罗姆莱讷的邮政编码为08600，INSEE市镇编码为08183。

## 政治
弗罗姆莱讷所属的省级选区为日韦县。

## 人口

1962-2008年间弗罗姆莱讷人口变化图示

弗罗姆莱讷于2022年1月1日时的人口数量为1038人。